# Čínská pravoslavná církev
Čínská pravoslavná církev (čínsky: 中華東正教會, 中华东正教会) je autonomní pravoslavná církev spadající pod jurisdikci Moskevského patriarchátu.

## Historie
Podle tradice přinesl křesťanství do Číny svatý apoštol Tomáš.
Moderní historie pravoslaví na území Číny se datuje ke konci 17. století, kdy roku 1684 čchingská armáda zajala kněze Maxima Leonťjeva a několik kozáků z Albazinu. Čchingský císař Kchang-si je zařadil do elitního oddílu Žluté kouhve s lemem, v Pekingu tak vznikla ruská komunita. Od počátku 18. století působila v Pekingu ruská duchovní misie.
Začátkem 20. století byla v Číně zahájena výstavba nových pravoslavných chrámů (kostelů): v roce 1900 byla v Charbině vysvěcena katedrála sv. Mikuláše.
Už roku 1900 získala tato církev své mučedníky. Jednalo se o 222 čínských pravoslavných křesťanů zabitých při Boxerském povstání.
V roce 1954 byla kvůli politickým okolnostem zrušena ruská duchovní mise v Číně.
Dne 24. dubna 1956 dal vedoucí kulturního oddělení Státní rady Čínské lidové republiky povolení jmenovat archimandritu Basila Šuanga biskupem Pekingu.
Dne 23. listopadu 1956 se Svatý synod Ruské pravoslavné církve rozhodl udělit pravoslavné církvi v Číně autonomii.
Po smrti biskupa Basila (1962) a biskupa Simeona Du (1965) ztratila čínská pravoslavná církev svou biskupskou hierarchii.
Kulturní revoluce nedávala prostor pro jakékoli náboženství, čímž zničila čínskou autonomní pravoslavnou církev. Všechny pravoslavné chrámy byly uzavřeny, mnoho z nich bylo zničeno, mnoho kněží utrpělo pronásledování, vyhnanství, někteří byli zabiti. Pravoslaví v Číně se začalo oživovat v polovině 80. let. Roku 1986 byl kostel v Charbinu otevřen pro bohoslužby, kde jediným čínským pravoslavným knězem, který obdržel státní registraci, byl arcikněz Grigorij Zhu.
Dne 31. ledna 1994 vstoupilo v platnost nařízení o náboženské činnosti cizinců v ČLR, které umožňuje zahraničním duchovním poskytovat služby se souhlasem Správy pro náboženské záležitosti pod Státní radou ČLR.
Dne 17. února 1997 Svatá synoda Ruské pravoslavné církve rozhodla, že správa Čínské pravoslavné církve spadá pod Moskevského patriarchu, jelikož církev nemá svého primase.

## Struktura
Církev se skládá z pěti eparchií (diecézí);
- Eparchie Peking
- Eparchie Charbin
- Eparchie Šanghaj
- Eparchie Tchien-ťin
- Eparchie Sin-ťiang
  - Farnosti v autonomní oblasti Vnitřní Mongolsko a ČLR

## Seznam nejvyšších představitelů církve

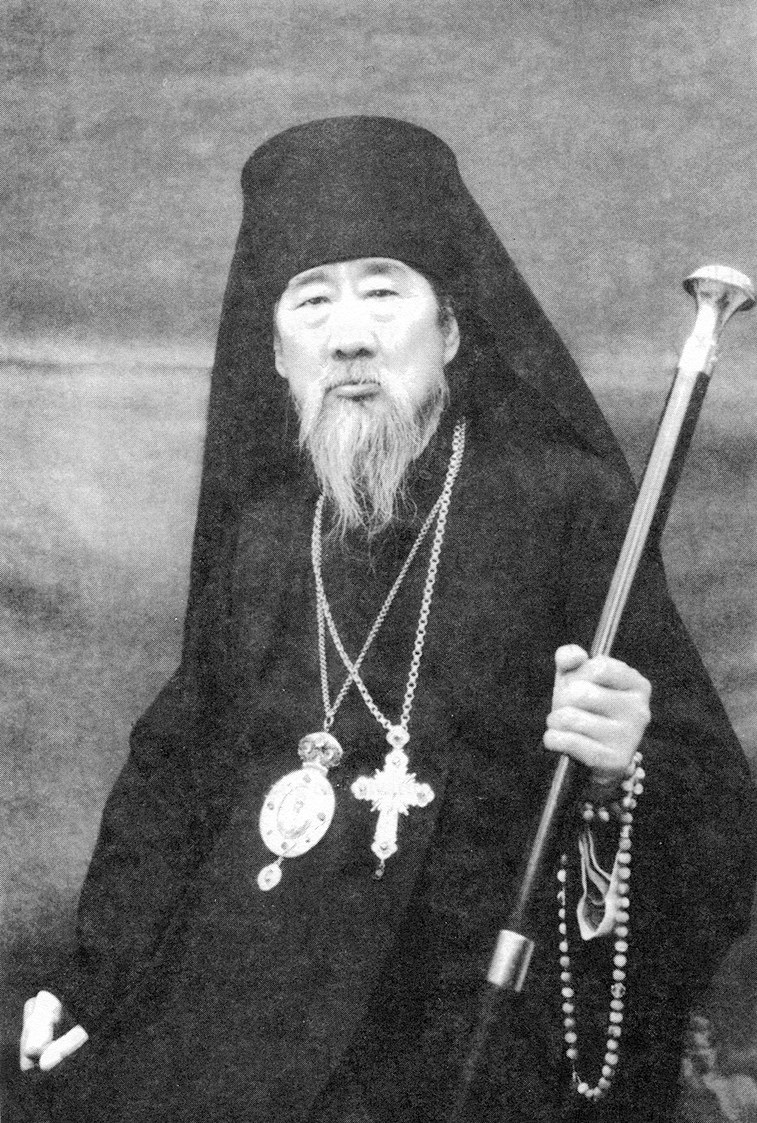
Biskup Simeon Du

- 1957–1962 Basil, biskup Pekingu a Číny
- 1962–1965 Simeon, biskup Šanghaje
  - 1997–2008 Alexij II. (dočasný správce)
  - od 2008 Kirill (dočasný správce)